# 第一代威爾遜男爵亨利·梅特蘭·威爾遜
英国陆军元帅亨利·梅特蘭·威爾遜，第一代威爾遜男爵（英語：Henry Maitland Wilson, 1st Baron Wilson，1881年9月5日—1964年12月31日），又称珍寶·威爾遜（Jumbo Wilson），第二次世界大战其间一位资深的英国将军。他活跃布尔战争和第一次世界大战中。
威爾遜毕业于英国桑赫斯特皇家军事学院。1939年任英国驻埃司令官，1941年带领英国远征军到希腊。作为一名坚实, 可靠和普遍的退伍军人官员，威尔逊于1942年冬經英國首相温斯顿·丘吉尔任命為英国第八集团军司令，接替克劳德·奥金莱克将军。1943年至1944年任驻中东英军总司令，1944年1月至11月他繼艾森豪之後担任地中海盟军最高司令官，其後則由哈羅德·亞歷山大繼任至終戰。
1944年12月29日威尔逊晋升为陆军元帅并继续担任駐美英軍聯合參謀代表團團長至1947年。1946年他受封為利比亚和萨福克郡斯图兰托弗特（Stowlangtoft）的威尔逊男爵。
威尔逊从未富裕过，去世时他的庄园只值2,952英镑。